# Bifobia

Bandera del orgullo bisexual

Bifobia es un término utilizado para describir el odio, la aversión o la discriminación contra la bisexualidad, contra las personas bisexuales, o que se perciben a sí mismas como bisexuales. Bifobia es una variación de la palabra homofobia, la cual alude a expresiones de desprecio, rechazo y odio hacia personas o prácticas bisexuales o relacionadas como la pansexualidad o la omnisexualidad. Una de las manifestaciones de la bifobia es considerar que la bisexualidad realmente no existe. La bifobia ocurre, indiferentemente, entre heterosexuales y homosexuales.

## Críticas por los bifóbicos
La comunidad bisexual recibe a diario críticas, ya que los toman como "personas indecisas", que no saben que les gusta, reafirman la inexistencia de su sexualidad, un insulto muy común es ser llamados híbridos por la combinación de Heterosexualidad y Homosexualidad.[cita requerida]

## La negación de la existencia de la bisexualidad
Así como hay una corriente de pensamiento que afirma rotundamente que «todos los seres humanos son bisexuales», según estudios estadounidenses y franceses, casi el 15% de las personas creen que la bisexualidad es una orientación sexual «ilegítima»,  por eso se denuncia que una de las manifestaciones de la bifobia es considerar que la bisexualidad no existe, en la creencia de que la persona debe ser heterosexual u homosexual, sin términos medios.
Adicionalmente se afirma, que muchas personas jóvenes, hoy día, dicen ser "bisexuales", pero solo lo hacen por moda, porque algunas estrellas lo han dicho en los medios.

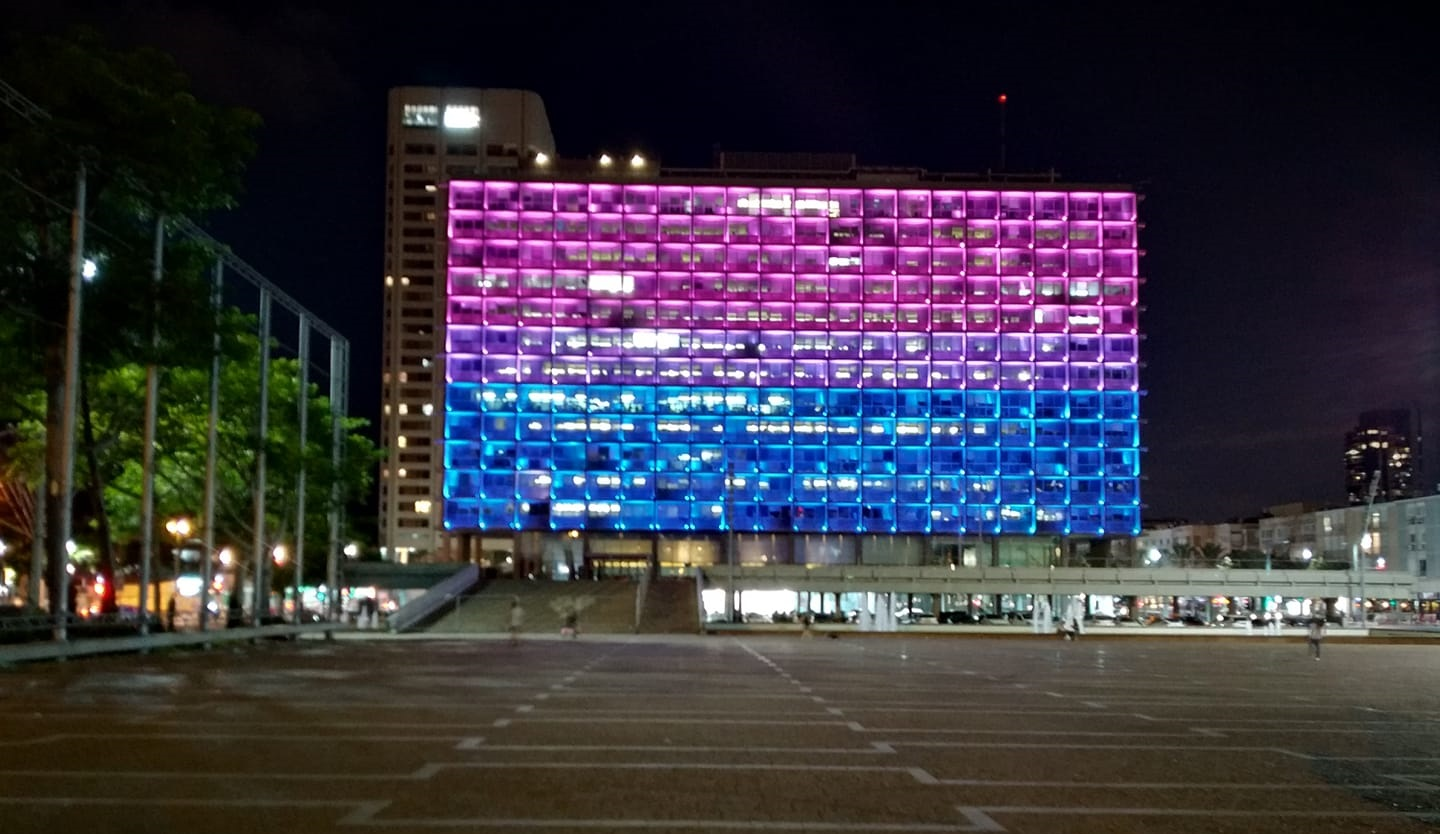
Alcaldía de Tel Aviv, el día de la visibilización de la bisexualidad (23 de septiembre de 2019)

En este contexto, hay quienes piensan que la orientación sexual «verdadera» de estas personas sería la homosexualidad, y que el individuo bisexual solo se está reprimiendo a sí mismo, o no se está asumiendo abiertamente como lesbiana o gay. Ha sido citado como un ejemplo público de ello lo acontecido con el cantante francolibanés, Mika, quien durante un tiempo dijo ser «bisexual», pero más tarde admitió ser gay, por lo que muchos lo descalificaron, afirmando que simplemente era un gay no asumido, a quien solo le faltaba salir del clóset.  
Una definición amplia de bifobia genera controversias, aún dentro de la comunidad LGBT, pues hay quienes cuestionan el concepto de «bisexualidad según las circunstancias», como cuando se tiene un comportamiento bisexual que solo se manifiesta en ausencia de una pareja del sexo opuesto, por ejemplo, en la cárcel. A este concepto se le endilga reforzar la bifobia o la homofobia, al permitir que una persona que tiene relaciones sexuales en un entorno monosexual, continúe autodefiniéndose a sí misma como «heterosexual», sin asumirse directamente como bisexual, o bien, lesbiana o gay.

## Los estereotipos

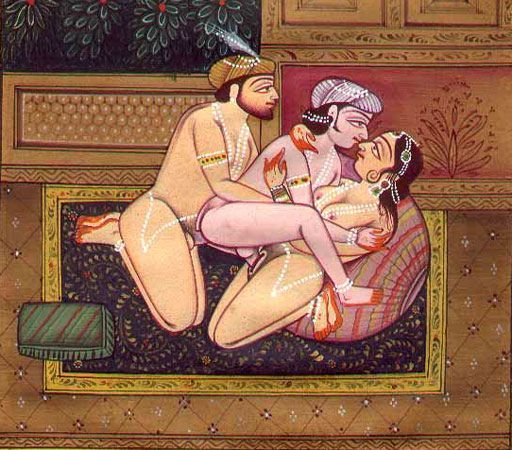
Trío entre dos hombres y una mujer

El estereotipo de los bisexuales es el de una persona obscena, practicando poligamia, oscilando, siendo inestable por naturaleza y enfocada en la infidelidad. En el mismo sentido, otro estereotipo supone que toda persona bisexual siempre está dispuesta sexualmente, a tener relaciones con cualquier persona. Los estereotipos sobre los bisexuales incluyen: promiscuidad, vivir cambiando de pareja, estar "confundido", ser un "pervertido" o un "lujurioso".
Una razón bastante común, que explica ciertas actitudes negativas hacia la bisexualidad, es el temor que ciertos heterosexuales masculinos o femeninos sienten, de que sus esposas o esposos,  o novias o novios, puedan llegar a romper con ellos o a traicionarlos, con personas del mismo sexo. Y, lo mismo opera para las personas homosexuales, pues para una lesbiana puede existir el miedo de que una mujer bisexual la deje por un hombre; y un hombre gay puede temer que su pareja hombre bisexual, le abandone por una mujer.

## La bisexualidad en hombres y en mujeres
En el caso de las mujeres bisexuales, hay un estereotipo que las pone en el foco de una atención no deseada, pues algunos hombres heterosexuales fantasean con un encuentro sexual con dos mujeres bisexuales. 
La bisexualidad de las mujeres a menudo se asocia en los medios con la hipersexualidad, ya sea para resaltar su belleza en los artículos que informan sobre su salida del clóset, lo cual las puede llevar incluso a las listas de las más sexys.
La bisexualidad femenina se ve a menudo como una forma de despertar el interés de los hombres heterosexuales, más que como una verdadera orientación, por derecho propio.
Algunas lesbianas feministas o del radicalismo feminista, están convencidas de que las mujeres bisexuales simplemente están todavía en el modo "patriarcal".[cita requerida]
Uno de los estereotipos más comunes es el que acusa a los bisexuales masculinos de llevar enfermedades de transmisión sexual, ya sea a la comunidad heterosexual, o a la LGBT, por ello los hombres bisexuales son percibidos en general, como personas con alto riesgo de contraer VIH, y de contagiarlo a sus parejas sexuales.

## La doble discriminación

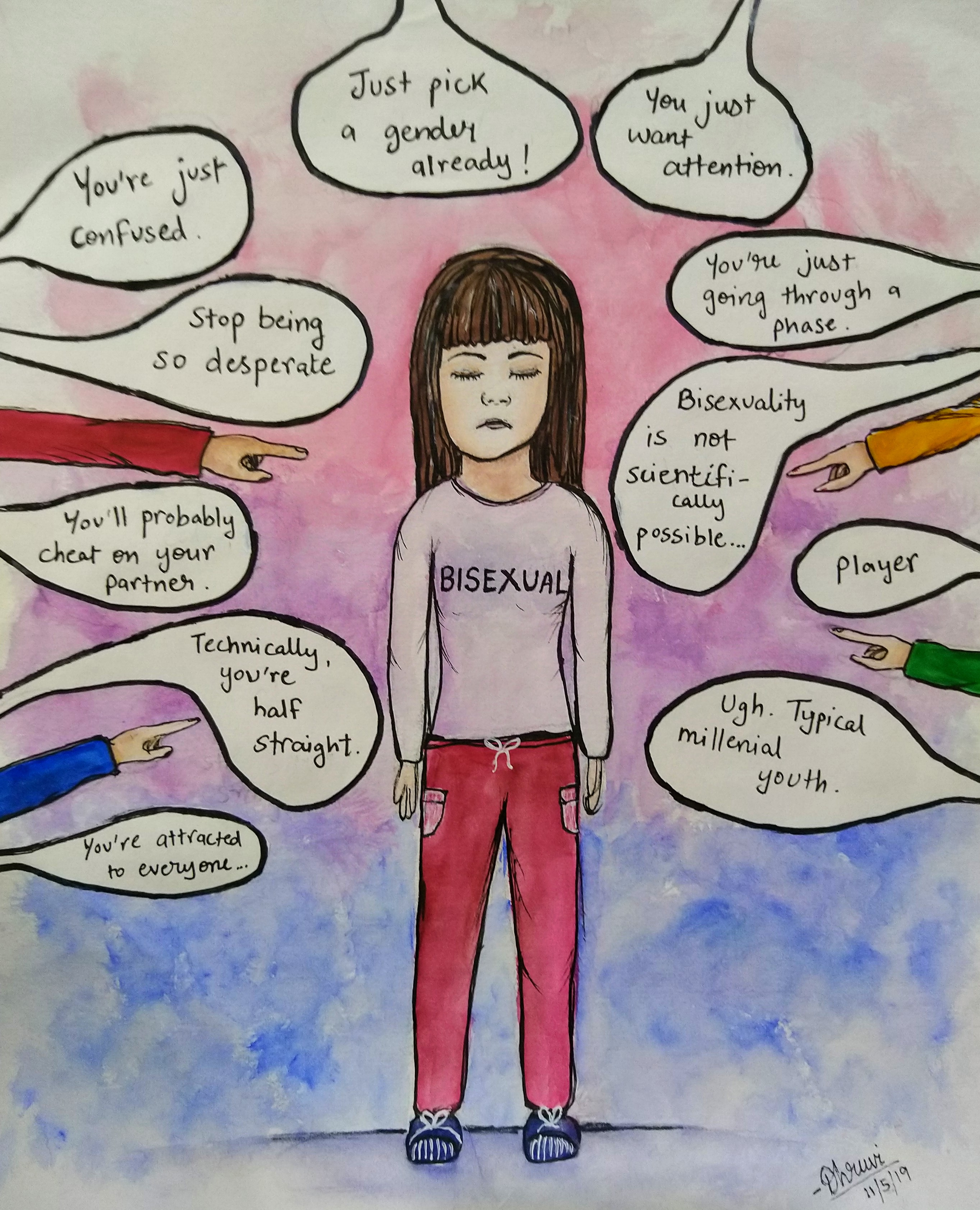
Los bisexuales enfrentan discriminación y prejuicios, a menudo de la propia comunidad LGBT

La bisexualidad puede ser denigrada por la comunidad homosexual y heterosexual, en este sentido se habla sobre este tema como, de un "doble castigo". Por ejemplo, se puede sospechar que una persona bisexual en una relación con un hombre o una mujer querría abandonar esta relación para ir con alguien del "otro sexo". Una de las razones de la bifobia entre los homosexuales puede ser la conciencia de sus propias atracciones heterosexuales y, por lo tanto, la necesidad de hacer un nuevo y difícil "salir", bisexual, esta vez.
Entre los homosexuales bifóbicos, la crítica es que los bisexuales mantienen sus "privilegios" dentro de la comunidad heterosexual al colaborar con ella, mientras que también se benefician de la forma de vida LGBT. Esta crítica se aplica a la pareja heterosexual bisexual, por lo tanto, no tener que sufrir homofobia a diario y poder casarse y tener hijos fácilmente, y simplemente tener aventuras homosexuales ocultas.
Según la definición amplia de bifobia, que incluye el ocultamiento de la bisexualidad, algunos de los bisexuales serían bifóbicos, ya que dos estudios en 1992 y 1996 muestran que la identidad percibida (o declarada) generalmente no está de acuerdo con el comportamiento sexual real, con respectivamente el 31.4% y el 38% de las personas en las muestras estudiadas de practicantes bisexuales que se consideran bisexuales.

## Impacto

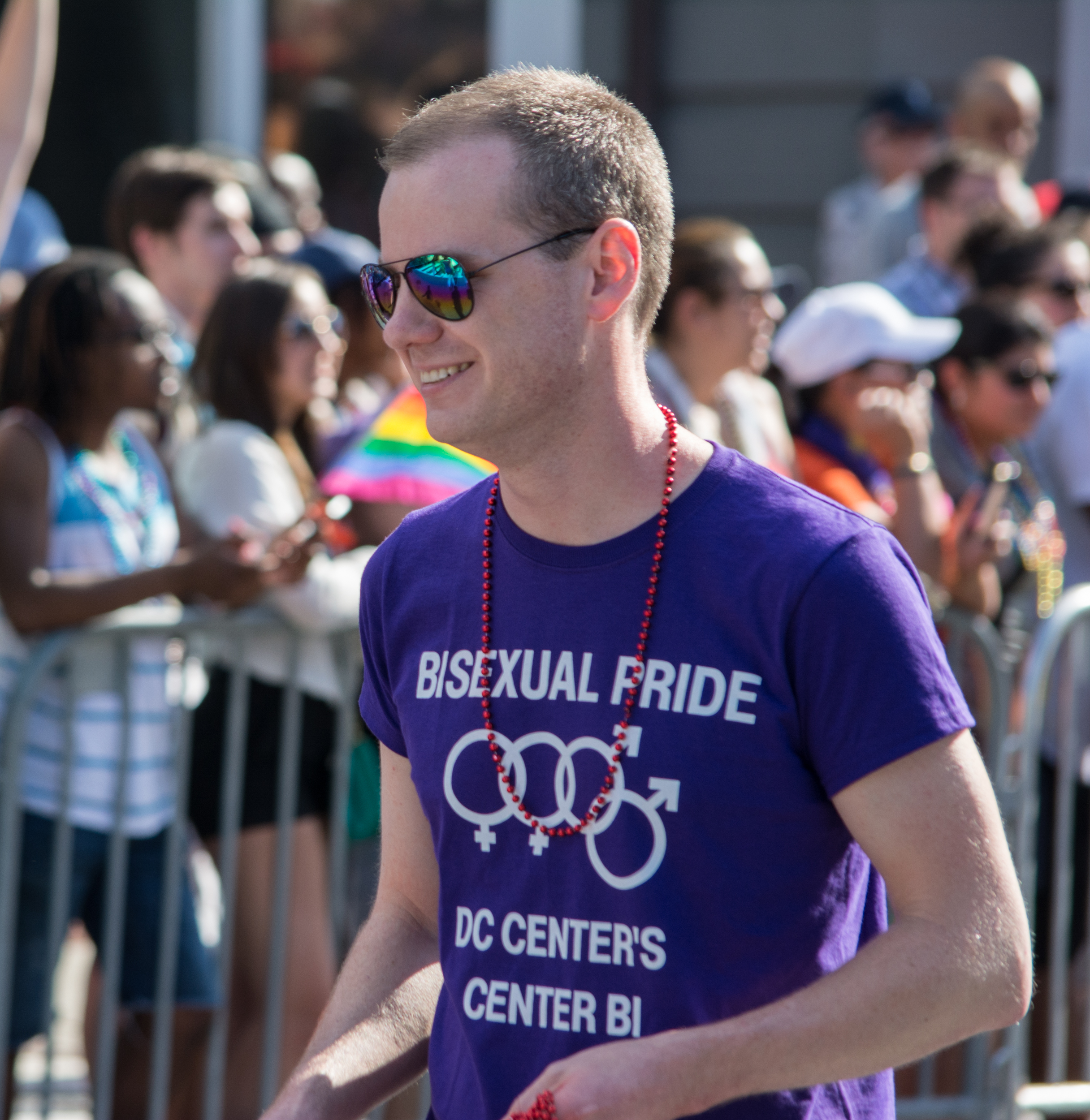
Partidario del orgullo bisexual en Washington D. C.

Los efectos de la bifobia en las personas bisexuales puede tener consecuencias psicológicas y en la salud. Los estudios han demostrado que los bisexuales a menudo se sienten divididos entre la heterosexualidad y la homosexualidad y, como resultado, niegan su sexualidad. 
Un efecto de ello es que sienten baja autoestima, y la sensación de no ser completamente aceptados por ninguna de las partes, lo cual puede conducir a la depresión.
Un estudio sobre grupos vulnerables a la transmisión del VIH, muestra que las mujeres bisexuales tienen más probabilidades de presentar comportamientos riesgosos, los cuales puede conducirles al contagio. Esto se explica también por el estigma y el temor a hablar sinceramente, con los profesionales de la salud, sobre su verdadera sexualidad.
Los bisexuales experimentan diferentes formas de discriminación a las que sufren gays o lesbianas. Por ejemplo:
- Los bisexuales tienen menos éxito al solicitar el estatuto de refugiado en Canadá o Australia.[21]
- Están más afectados por la violencia doméstica.[22]
- Los adolescentes bisexuales muestran un comportamiento sexual más arriesgado.[23]
- Los bisexuales que informan tener relaciones activas con ambos sexos, tienen más probabilidades de sufrir ansiedad o trastornos del estado de ánimo.[24]
- Las tasas de pobreza entre bisexuales son más altas que entre heterosexuales u homosexuales.[25]
- Tienden a no salir del clóset.